# Marek Twardowski
Marek Twardowski (* 6. Oktober 1979 in Białystok) ist ein polnischer Kanute.

## Karriere
Marek Twardowski war während seiner Jugend in verschiedenen Sportarten aktiv. Obwohl er als Kind auf brüchigem Eis auf einem See eingebrochen war und daher Angst vor Wasser hatte, nahm er am Training des örtlichen Vereins Sparta Augustów teil, nachdem dieser in den Schulklassen nach neuen Kanutalenten gesucht und die Schüler zum Training eingeladen hatte. Den Trainern war schnell klar, dass sie hier ein großes Talent vor sich hatten, was sich mit seinem Titel bei den Junioren-Weltmeisterschaften in Lahti bestätigen sollte.
Bereits ein Jahr später bestätigte sich das Talent bei den Weltmeisterschaften der Senioren im italienischen Mailand. Auf vier Strecken gestartet brachte er einmal Gold, zweimal Silber und einmal Bronze mit nach Hause.
In den folgenden Jahren konnte Twardowski bei Welt- und Europameisterschaften noch diverse Medaillen erringen. Dabei zeigte sich seine Flexibilität: so holte er Titel im Einer-, Zweier- und Vierer-Kajak. Im Zweier-Kajak kam ihm dabei zugute, dass man in Polen für Adam Wysocki einen neuen zweiten Fahrer im Boot suchte und die beiden jahrelang zusammen Titel und Medaillen feiern konnten.
Trotz aller Erfolge verpasste das Duo jedoch das Ziel einer olympischen Medaille. Die Gründe hierbei waren unterschiedlich. Verhinderte ein Jahr nach dem Titel bei den Weltmeisterschaften 1999 noch Spätfolgen einer Verletzung von Wysocki, aber auch der Wind das erhoffte Edelmetall, verpassten sie vier Jahre später Bronze nur um einige Zentimeter, wobei sie hier kurz vor der Ziellinie überholt wurden. Auch 2008 kehrte Twardowski, der hier in allen drei Kajakklassen antrat ohne Medaille nach Hause zurück.
Bei eben jenen Spielen 2008 wurde Twardowski die Ehre zuteil, Fahnenträger des polnischen Teams zu sein.